# Eric Botteghin
Eric Fernando Botteghin, más conocido como Eric Botteghin, (São Paulo, 31 de agosto de 1987) es un futbolista brasileño que juega de defensa en el Modena F. C. de la Serie B.

## Trayectoria
Botteghin comenzó su carrera deportiva en el PEC Zwolle en 2007, equipo que abandonó en 2011 para fichar por el NAC Breda.

### Gronigen
Tras dos temporadas en el NAC Breda, fichó por el F. C. Groningen en 2013, logrando ganar la KNVB Beker en la temporada 2014-15.

### Feyenoord
En 2015 fichó por el Feyenoord, con el que consiguió levantar la Eredivisie por primera vez en 2017, pudiendo disputar, además, la Liga de Campeones de la UEFA.

## Clubes
| Club                  | País         | Año       |
| --------------------- | ------------ | --------- |
| PEC Zwolle            | Países Bajos | 2007-2011 |
| NAC Breda             | Países Bajos | 2011-2013 |
| F. C. Groningen       | Países Bajos | 2013-2015 |
| Feyenoord             | Países Bajos | 2015-2021 |
| Ascoli Calcio 1898 FC | Italia       | 2021-2024 |
| Modena F. C.          | Italia       | 2024-     |

## Palmarés

### Títulos nacionales
| Título                   | Club            | País         | Año  |
| ------------------------ | --------------- | ------------ | ---- |
| Copa de los Países Bajos | F. C. Groningen | Países Bajos | 2015 |
| Copa de los Países Bajos | Feyenoord       | Países Bajos | 2016 |
| Eredivisie               | Feyenoord       | Países Bajos | 2017 |
| Supercopa Johan Cruyff   | Feyenoord       | Países Bajos | 2017 |
| Copa de los Países Bajos | Feyenoord       | Países Bajos | 2018 |
| Supercopa Johan Cruyff   | Feyenoord       | Países Bajos | 2018 |